# Micheili Bachbachaszwili
Micheili Bachbachaszwili (gruz. მიხეილი ბახბახაშვილი; ur. 22 lutego 2000) – gruziński judoka. 
Złoty medalista mistrzostw świata w drużynie w 2025. Startował w Pucharze Świata w 2022. Mistrz Europy w drużynie w 2025. Pierwszy na mistrzostwach kraju w 2024; drugi w 2023; trzeci w 2021 i 2022 roku.